# 伊恩·史都華
伊恩·安德魯·羅伯特·史都華（英語：Ian Andrew Robert Stewart，1938年7月18日—1985年12月12日）是蘇格蘭鍵盤手和滾石樂團的創始成員之一。1963年5月，樂團經理安德魯·盧格·歐德姆認為他不適合樂團的形象，於是在歐德姆的要求下退出正式陣容，但他依然保留了樂團的鋼琴手和地勤經理職位，並與樂團一起於1989年入選搖滾名人堂。

## 在滾石樂團擔當的角色
伊恩·安德魯·羅伯特·史都華生於蘇格蘭法夫東紐克皮特溫的柯克拉奇農場，並在薩里郡的薩頓長大。史都華（常被叫成斯圖(Stu)）在6歲時開始彈鋼琴。喜歡節奏藍調、布基烏基、藍調和大樂團爵士的史都華是第一個回應布萊恩·瓊斯在1962年5月2日在雜誌《Jazz News》上投放找人組節奏藍調樂團廣告的人。米克·賈格爾和基思·理查兹隨後於6月加入，四人與貝斯手迪克·泰勒和鼓手米克·艾沃瑞以滾石樂團為名於1962年7月12日在華蓋俱樂部進行他們的第一場演出。理查茲描述了與史都華的會面：「除了正職以外，他也在爵士樂俱樂部裡彈布基烏基風格鋼琴。他彈起鋼琴時，那令我感到驚訝。我從未聽過有白人鋼琴手能彈成這樣的。」1962年12月和1963年1月，比爾·懷曼和查理·沃茨加入樂團，取代了之前的貝司手和鼓手。
在這段時間，史都華是在帝國化學工業（ICI）有正職工作的，而其他樂團成員都沒有電話；史都華也說：「（我）在ICI的辦公桌就是滾石的總部。滾石在《Jazz News》廣告上的用的電話號碼還是我的，而我在工作中還得處理滾石的表演預約。」他還買了一輛箱型車將成員和他們的樂器與設備運送到演出地點。
在1963年5月初，樂團經理安德魯·盧格·歐德姆認為史都華不應再出現在台上，六個成員對於一個受歡迎的樂團來說太多了，而年長、魁梧、臉型方尖的史都華並不適合整體形象。但歐德姆說史都華可以繼續擔任地勤經理並在錄製作品中擔任鋼琴，而史都華接受了這種降級。理查茲對此表示：「（斯圖）可能已經意識到，他會落伍於樂團必須的市場營銷，但他還會是那重要的一部分。我可能曾經對他說：『好吧，去你的。』但他回說：『好吧，我還是會載你到處走。』這需要很大的膽子，但斯圖擁有那最大的膽子。」
史都華的工作包括從箱型車裝卸載樂器與設備、把成員載到演出地點、更換吉他琴弦和以自己演奏的方式設置沃茨的鼓組。「我從來沒有謾罵過他，」沃茨沮喪地說道。在最初的幾十年裡，他也在樂團的大部分專輯中擔任鋼琴和管風琴部分，並提供意見。史都華去世後不久，米克·賈格爾說：「他確實幫助了樂團的演出，比如〈Honky Tonk Women〉以及其他曲子。斯圖是我們想去取樂的人。我們在寫歌或排練歌曲時想獲得他的贊同，我們也希望他喜歡那首歌。」
史都華為1964年至1986年間發行的所有滾石樂團專輯貢獻了鋼琴、管風琴、電鋼琴和/或打擊樂器，除了《Their Satanic Majesties Request》、《Beggars Banquet》和《Some Girls》。史都華並不是唯一一位與樂團合作的鍵盤手：傑克·尼切、尼基·霍普金斯、比利·普雷斯頓和伊恩·麥克拉根都曾頂替他的工作。史都華在他選擇上場的1969年、1972年、1975年至1976年、1978年、1981年至1982年的巡迴演出中擔任鋼琴。史都華十分青睞藍調和鄉村搖滾樂手，並一直致力於布基烏基和早期的節奏藍調。他拒絕彈小調，說：「當我和滾石在台上表演時，只要有一個小調和弦出現時，我就會舉手抗議。」1976年，史都華表示：「你可以大肆宣傳金錢的好，但滾石所賺的錢並沒有給他們帶來太多好處。這真的讓他們遇到了麻煩。他們現在甚至不能住在自己的國家。」
史都華仍然保持著遠離樂團的生活方式。「我想他認為這是一種愚蠢的行為，」吉他手米克·泰勒說：「我也認為這是因為他看到了布萊恩發生了什麼事。我可以從他臉上的表情看出，當我們在製作《Exile on Main St.》時，事情開始變得有些瘋狂。我想他覺得很難。我們一切都做到了。」身為地勤經理的史都華喜歡打高爾夫球，也對帶球場的飯店有所偏好。理查茲回憶道：「我們常在和城鎮上的妞們玩在一塊。但是斯圖會預定距離城鎮大約十英里的一些酒店。當我們早上起來，無聊的要命正想找事做時，斯圖正在格倫伊格爾斯酒店的林克思球場上打高爾夫。」

## 其他參與作品
史都華為齊柏林飛船在《Led Zeppelin IV》的〈Rock and Roll〉和在《Physical Graffiti》的〈Boogie with Stu〉做出貢獻，兩首歌除了都是傳統搖滾樂風格外，也同時擁有史都華獨特的布基烏基風格。其他還有像是在是1971年嚎狼的專輯《The London Howlin' Wolf Sessions》，此專輯除史都華外的參與者有艾瑞克·克萊普頓、林哥·史達、克勞斯·沃爾曼、史蒂夫·溫伍德、比爾·懷曼和查理·沃茨。史都華也在喬治·瑟羅古德與毀滅者1982年的專輯《Bad to the Bone》中彈奏管風琴。此外，他還與羅尼·蓮恩一起在電視轉播的音樂會上演出。
史都華與沃茨為藍調樂團1981年的專輯《These Kind of Blues》中的歌曲〈Bad Penny Blues〉做出貢獻，另外兩人也是88號火箭樂團的創始成員。

## 死亡和追諡
史都華在滾石樂團1983年的專輯《Undercover》錄製結束後，也參與了1985年《Dirty Work》的錄製（1986年發行）。1985年12月初，史都華開始出現呼吸問題。12月12日，他去診所檢查身體問題，但他心臟病發作並在候診室死亡。滾石樂團於1986年2月在倫敦100俱樂部與88號火箭樂團進行了一場致敬演出，其中包括史都華在《Dirty Work》結束時演奏藍調標準曲〈Key to the Highway〉的30秒片段。當滾石在1989年被引入搖滾名人堂時，他們要求納入史都華的名字。
在理查兹2010年的自傳中《Life》中提到：「伊恩·史都華。我依舊為他工作。對我來說滾石樂團就是他的樂團。沒有他的知識和組織能力……我們會無處可去。」
2011年4月19日，鋼琴家班·沃特斯（Ben Waters）發行了一張名為《Boogie 4 Stu》的伊恩·史都華致敬專輯。專輯其中歌曲之一是巴布·狄倫的〈Watching the River Flow〉，由滾石樂團以及比爾·懷曼錄製，這也是懷曼自1992年退出後再度與滾石一起演奏。

### 受史都華影響的作品
根據《Sunday Herald》2006年3月的專欄報導，伊恩·史都華是一個虛構探長的基礎：
…蘇格蘭犯罪小說作家伊恩·藍欽透露，他所寫的《雷博思探長》系列的主角約翰·雷博思，與滾石樂團的關係可能比任何偵探都猜測的更多。這位屢獲殊榮的小說家在探索犯罪作家與他們最喜愛的音樂之間的關係的Radio 4系列節目中承認，他是從「第六位滾石」伊恩·史都華那裡獲得了一些這位不羈探長的靈感。
Aidan Moffat & the Best-Of's歌曲〈The Sixth Stone〉是由伊恩·藍欽撰寫關於史都華的歌詞。這首歌被收錄在Chemikal Underground的合輯專輯《Ballads of the Book》中，其中包括蘇格蘭作家和詩人為當代蘇格蘭樂團撰寫歌詞。

## 精選參與作品
| 錄製年分 | 樂團       | 參與歌曲                                 | 使用樂器 |
| -------- | ---------- | ---------------------------------------- | -------- |
| 1964年   | 滾石樂團   | "You Can Make It If You Try"             | 管風琴   |
| 1964年   | 滾石樂團   | "Empty Heart"                            | 管風琴   |
| 1964年   | 滾石樂團   | "Time Is On My Side"                     | 管風琴   |
| 1966年   | 滾石樂團   | "Stupid Girl"                            | 管風琴   |
| 1963年   | 滾石樂團   | "Stoned"                                 | 鋼琴     |
| 1964年   | 滾石樂團   | "Around and Around"                      | 鋼琴     |
| 1964年   | 滾石樂團   | "Confessin' the Blues"                   | 鋼琴     |
| 1965年   | 滾石樂團   | "Down the Road Apiece"                   | 鋼琴     |
| 1965年   | 滾石樂團   | "That's How Strong My Love Is"           | 鋼琴     |
| 1966年   | 滾石樂團   | "Flight 505"                             | 鋼琴     |
| 1967年   | 滾石樂團   | "My Obsession"                           | 鋼琴     |
| 1969年   | 滾石樂團   | "Honky Tonk Women"                       | 鋼琴     |
| 1969年   | 滾石樂團   | "Let It Bleed"                           | 鋼琴     |
| 1970年   | 滾石樂團   | "Little Queenie"（現場演出）             | 鋼琴     |
| 1971年   | 滾石樂團   | "Brown Sugar"                            | 鋼琴     |
| 1971年   | 滾石樂團   | "Dead Flowers"                           | 鋼琴     |
| 1972年   | 滾石樂團   | "Sweet Virginia"                         | 鋼琴     |
| 1973年   | 滾石樂團   | "Silver Train"                           | 鋼琴     |
| 1973年   | 滾石樂團   | "Star Star"                              | 鋼琴     |
| 1974年   | 滾石樂團   | "It's Only Rock 'n Roll (But I Like It)" | 鋼琴     |
| 1974年   | 滾石樂團   | "Short and Curlies"                      | 鋼琴     |
| 1980年   | 滾石樂團   | "Summer Romance"                         | 鋼琴     |
| 1981年   | 滾石樂團   | "Black Limousine"                        | 鋼琴     |
| 1982年   | 滾石樂團   | "Twenty Flight Rock"（現場演出）         | 鋼琴     |
| 1976年   | 滾石樂團   | "Hot Stuff"                              | 打擊樂器 |
| 1971年   | 齊柏林飛船 | "Rock and Roll"                          | 鋼琴     |
| 1975年   | 齊柏林飛船 | "Boogie With Stu"                        | 鋼琴     |
| 1967年   | 雛鳥樂團   | "Drinking Muddy Water"                   | 鋼琴     |